# Like This and Like That
«Like This and Like That» es una canción de la cantante estadounidense Monica. Fue publicada en noviembre de 1995 junto con «Before You Walk Out of My Life» como un sencillo de doble lado A y el segundo sencillo de su primer álbum de estudio, Miss Thang. 

## Composición y arreglos
Fue escrito por Dallas Austin, Colin Wolfe y Malik Edwards, y producido por los dos primeros. La canción se basa en un sample de «Spoonin' Rap» (1979) del trío de hip hop estadounidense The Sugarhill Gang, escrita por Gabriel Jackson. Malik realiza varias improvisaciones y canta parte del puente, lo que le otorgó un lugar como artista invitado en la canción.

## Créditos y personales
Créditos adaptados desde las notas de álbum de Miss Thang.
- Dallas Austin – productor
- Colin Wolfe – productor, guitarra bajo
- Kevin Parker – grabación, asistencia en mezcla
- Leslie Brathwaite – grabación
- Brian Smith – asistencia de grabación
- Alvin Speights – mezclas
- Rick Sheppard – programación
- Mr. Malik – rap
- Debra Killings – coros

## Posicionamiento

### Gráfica semanal
| Gráfica (1995–96)                                | Pico de posición |
| ------------------------------------------------ | ---------------- |
| Estados Unidos (Billboard Hot 100)               | 7                |
| Estados Unidos (Billboard Dance Singles Sales)   | 8                |
| Estados Unidos (Billboard Hot R&B/Hip-Hop Songs) | 1                |
| Estados Unidos (R&R Urban Top 50)                | 9                |
| Nueva Zelanda (Recorded Music NZ)                | 18               |
| Reino Unido (UK Singles Chart)                   | 33               |
| Reino Unido (UK Hip Hop and R&B Singles Chart)   | 5                |

### Gráfica de fin de año
| Gráfica (1996)                                           | Pico de posición |
| -------------------------------------------------------- | ---------------- |
| Estados Unidos (Billboard Hot 100)                       | 38               |
| Estados Unidos (Billboard Hot 100 Singles Sales)         | 27               |
| Estados Unidos (Billboard Hot R&B/Hip-Hop Songs)         | 9                |
| Estados Unidos (Billboard Hot R&B/Hip-Hop Singles Sales) | 29               |